# Никипа
Никипа је у грчкој митологији било име више личности.

## Етимологија
Име Никипа има значење „победничка кобила“.

## Митологија
- Према Аполодору, Пелопова и Хиподамијина кћерка и Стенелова супруга, мајка Алкиноје, Медузе и Еуристеја. Неки аутори је зову другачије; Леукипа, Архипа, Астидамија.[2]
- Такође према Аполодору, Теспијева кћерка која је са Хераклом имала сина Антимаха.[3]
- Име Никипа се појављује и у миту о Деметри. Наиме, када се Ерисихтон усудио да упадне у њен свети гај који су јој Пелазги посветили у Дотијуму са намером да посече дрвеће, она се прерушила у свештеницу тог гаја, Никипу, те му наредила да оде одатле. Међутим, он јој је запретио секиром, па се она појавила у свом правом обличју и проклела га да буде вечно гладан.[1]